# Asanadopsis nueschi
Asanadopsis nueschi är en mångfotingart som beskrevs av Würmli 1972. Asanadopsis nueschi ingår i släktet Asanadopsis och familjen Scolopendridae. Inga underarter finns listade i Catalogue of Life.